# Garriguella
Garriguella település Spanyolországban, Girona tartományban. Garriguella Rabós, Llançà, Vilamaniscle, Vilajuïga, Pedret i Marzà, Peralada és Mollet de Peralada községekkel határos. Lakosainak száma 967 fő (2024).

## Népesség
A település népessége az elmúlt években az alábbi módon változott:
| Lakosok száma | 389  | 1285 | 840  | 664  | 609  | 717  | 825  | 857  | 855  | 967  |
|               | 1717 | 1887 | 1936 | 1960 | 1986 | 2004 | 2009 | 2014 | 2019 | 2024 |